# Ebirah

Ebirah sur l'affiche du film Godzilla, Ebirah et Mothra : Duel dans les mers du sud (1966).

Ebirah ( エビラ, Ebira)  est un kaiju qui apparait en premier lieu en 1966 dans le film Godzilla, Ebirah et Mothra : Duel dans les mers du sud. Il a l'apparence d'un homard géant.

## Liste des apparitions
- 1966 : Godzilla, Ebirah et Mothra : Duel dans les mers du sud (Gojira, Ebirâ, Mosura: Nankai no daiketto), de Jun Fukuda
- 2004 : Godzilla: Final Wars (Gojira: Fainaru uôzu), de Ryuhei Kitamura